# معتقدات وأيديولوجية أسامة بن لادن

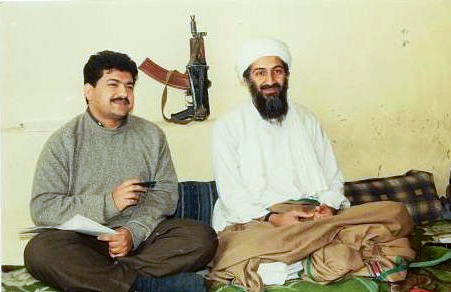
أسامة بن لادن أثناء مقابلة أجراها مع الصحفي الباكستاني حامد السيد ج. 1997-1998

خلال سنوات دراسته المتوسطة والثانوية، تلقى بن لادن تعليمه في مدرسة الثغر النموذجية، وهي مدرسة عامة في جدة. ولئن كان بعض الصحفيين قد تكهنوا بأن بن لادن كان من أتباع الحركة الوهابية، فقد اعترض باحثون آخرون على هذه الفكرة. وانغمس بن لادن خلال دراسته في جامعة الملك عبد العزيز في كتابات العالم الإسلامي المتشدد المصري سيد قطب. أبرزها معالم في الطريق و‌في ظلال القرآن. اشترك في المدرسة الأثرية. بن لادن تبنى معاداة قطب للغرب، تأكيده على أن العالم الإسلامي قد انغمس في دولة الجاهلية واعتنق دعوته الثورية للإطاحة بالحكومات العربية عن طريق طليعة ملتزمة أيديولوجياً.
لتحقيق معتقداته، أسس أسامة بن لادن تنظيم القاعدة، وهو منظمة إسلامية متشددة، بهدف تجنيد الشباب المسلم للمشاركة في الجهاد المسلح عبر مناطق مختلفة من العالم الإسلامي مثل فلسطين (توضيح) و‌كشمير و‌آسيا الوسطى، إلخ. بالاشتراك مع العديد من القادة الإسلاميين الآخرين، أصدر فتويين — في عام 1996 ثم مرة أخرى في عام 1998 — أنه يجب على المسلمين محاربة أولئك الذين يدعمون إسرائيل أو يدعمون القوات العسكرية الغربية في البلدان الإسلامية، مشيرا إلى أن أولئك الذين في هذه العقلية هم العدو، بما في ذلك المواطنين من الولايات المتحدة والدول الحليفة. كان هدفه أن تنسحب القوات العسكرية الغربية من الشرق الأوسط وأن تتوقف المساعدات الخارجية لإسرائيل حيث يتم استخدام المساعدات لتمويل السياسة الإسرائيلية في المنطقة.

## الشكاوى ضد الدول

### تيمور الشرقية
انتقد أسامة بن لادن في بيانه الصادر في نوفمبر 2001 الأمم المتحدة والقوات الأسترالية لمساعدتها على استقلال تيمور الشرقية عن دولة إندونيسيا ذات الأغلبية المسلمة.

### السعودية
ولد بن لادن في المملكة العربية السعودية وكان على علاقة وثيقة بالعائلة المالكة السعودية، لكن معارضته للحكومة السعودية نشأت من أيديولوجيته الراديكالية. القرار السعودي بالسماح للجيش الأمريكي بدخول البلاد عام 1990 للدفاع ضد هجوم محتمل من قبل صدام حسين أزعج بن لادن، على الرغم من أنه لم يكن بالضرورة معارضًا للعائلة المالكة في هذا الوقت أو الذهاب إلى الحرب مع العراق، بل عرض إرسال مجاهديه من أفغانستان للدفاع عن المملكة العربية السعودية في حالة هجوم العراق، وهو عرض انتهزه الملك فهد. "من وجهة نظره،" كان قيام الملكية السعودية المسلمة بدعوة القوات الأمريكية غير المسلمة للقتال ضد الجنود العراقيين المسلمين انتهاكًا خطيرًا للشريعة الإسلامية".

### الاتحاد السوفيتي
في عام 1979، عارض بن لادن الاتحاد السوفييتي الذي يغزو أفغانستان وسرعان ما استجاب لدعوة المقاتلين الأفغان إلى السلاح. سيستخدم بن لادن ثروته وموارده المستقلة لجعل المقاتلين العرب من مصر ولبنان والكويت وتركيا للانضمام إلى الأفغان في معركتهم ضد السوفييت. بينما أشاد بن لادن بالتدخل الأمريكي في وقت مبكر، كونه سعيدًا لأن الأفغان كانوا يحصلون على مساعدة من جميع أنحاء العالم لمحاربة السوفييت، وجهة نظره عن الولايات المتحدة. سرعان ما أصبحت متوترة، قائلا «أنا شخصياً لم أر ولا إخوتي أدلة على المساعدة الأمريكية. عندما انتصر مجاهدي وطرد الروس، بدأت الخلافات...»
بعد عامين من الحرب السوفيتية، توجه بن لادن إلى السودان لمواصلة عمله كمهندس بناء وزراعي، وبناء الجسور إلى جانب بعض الأشخاص الذين قاتل إلى جانبهم خلال الحرب.

### الولايات المتحدة
تشمل دوافع بن لادن المعلنة لهجمات 11 سبتمبر دعم إسرائيل من قبل الولايات المتحدة، ووجود الجيش الأمريكي في حدود المملكة العربية السعودية، التي اعتبرها منطقة إسلامية مقدسة، وإنفاذ الولايات المتحدة للعقوبات ضد العراق. دعا لأول مرة إلى الجهاد ضد الولايات المتحدة في عام 1996. ركزت هذه الدعوة فقط على القوات الأمريكية في المملكة العربية السعودية. كره بن لادن وجودهم وأراد إزالته في «مطر من الرصاص».
كما ظهرت كراهية بن لادن وازدرائه للولايات المتحدة أثناء إقامته في السودان. هناك أخبر مقاتلي القاعدة في التدريب.
بدت أمريكا قوية جدا... لكنها كانت في الواقع ضعيفة وجبانة. انظر إلى فيتنام، انظر إلى الحرب الأهلية اللبنانية. عندما يبدأ الجنود بالعودة إلى منازلهم في أكياس الجثث، يشعر الأمريكيون بالذعر والتراجع. مثل هذا البلد يحتاج فقط إلى مواجهة ضربتين أو ثلاث ضربات حادة، ثم يفر في حالة من الذعر، كما كان دائمًا. ... لا يمكنها الوقوف ضد محاربي الإيمان الذين لا يخشون الموت.
من أجل محاربة الولايات المتحدة، وبصرف النظر عن الخيار العسكري، دعا أيضًا إلى الزهد والمقاطعة الاقتصادية، كما حدث خلال خطاب أغسطس 1996 في جبال هندو كوش:

#### المظالم ضد الولايات المتحدة
| معتقدات وأيديولوجية أسامة بن لادن | أولاً ، ظلت الولايات المتحدة تحتل أراضي الإسلام منذ أكثر من سبع سنوات في أقدس الأماكن ، شبه الجزيرة العربية ، ونهبت ثرواتها ، وتملي على حكامها, إذلال شعبها ، وترويع جيرانها ، وتحويل قواعدها في شبه الجزيرة إلى رأس حربة لمحاربة الشعوب الإسلامية المجاورة. إذا كان بعض الناس قد جادلوا في الماضي حول حقيقة الاحتلال ، فقد اعترف به جميع سكان شبه الجزيرة الآن. أفضل دليل على ذلك هو العدوان الأمريكي المستمر ضد الشعب العراقي باستخدام شبه الجزيرة كمركز تجميع, على الرغم من أن جميع حكامها يعارضون استخدام أراضيهم لتحقيق هذه الغاية ، لكنهم عاجزون. ثانياً ، على الرغم من الدمار الكبير الذي ألحقه التحالف الصليبي الصهيوني بالشعب العراقي ، وعلى الرغم من العدد الهائل للقتلى ، الذي تجاوز مليون ... على الرغم من كل هذا, يحاول الأمريكيون مرة أخرى تكرار المذابح المروعة ، كما لو أنهم لا يكتفون بالحصار المطول المفروض بعد الحرب الشرسة أو التفتت والدمار. لذا يأتون هنا للقضاء على ما تبقى من هذا الشعب وإذلال جيرانهم المسلمين. ثالثًا ، إذا كانت أهداف الأمريكيين وراء هذه الحروب دينية واقتصادية ، فإن الهدف هو أيضًا خدمة دويلة اليهود وتحويل الانتباه عن احتلالها للقدس وقتل المسلمين هناك. أفضل دليل على ذلك هو حرصهم على تدمير العراق ، أقوى دولة عربية مجاورة ، وسعيهم لتجزئة جميع دول المنطقة مثل العراق والمملكة العربية السعودية ومصر, والسودان في ولايات ورقية ومن خلال انفصالهما وضعفهما لضمان بقاء إسرائيل واستمرار الاحتلال الصليبي الوحشي لشبه الجزيرة. | معتقدات وأيديولوجية أسامة بن لادن |

انتقد بن لادن الولايات المتحدة في «رسالة إلى الشعب الأمريكي» نشرت في أواخر عام 2002, كما أوجز شكاواه مع الولايات المتحدة في خطاب عام 2004 الموجه نحو الشعب الأمريكي.

#### وجهة نظر مواتية لمؤلفين أمريكيين
في عام 2011، في مراجعة لكتاب جديد من ضابط وكالة المخابرات المركزية السابق مايكل شوير، كتب الأستاذ والكاتب فؤاد عجمي أنه "في عام 2007, خص بن لادن كاتبان غربيان كان يكن لمعرفتهما تقديراً عالياً: نعوم تشومسكي ومايكل شوير.

#### نظرية مؤامرة جون كينيدي
دعم بن لادن نظرية المؤامرة بأن جون كينيدي قتل على يد «أصحاب الشركات الكبرى الذين استفادوا من استمرار حرب فيتنام»:
في حرب فيتنام، ادعى قادة البيت الأبيض في ذلك الوقت أنها كانت حربًا ضرورية وحاسمة، وخلالها، قتل دونالد رامسفيلد ومساعديه مليوني قروي. وعندما تولى كينيدي الرئاسة وانحرف عن الخط العام للسياسة الموضوعة للبيت الأبيض وأراد إيقاف هذه الحرب الظالمة، التي أغضبت أصحاب الشركات الكبرى الذين استفادوا من استمرارها. وهكذا قُتل كينيدي، ولم تكن القاعدة موجودة في ذلك الوقت، بل كانت تلك الشركات هي المستفيد الأساسي من مقتله. واستمرت الحرب بعد ذلك لما يقرب من عقد من الزمان. ولكن بعد أن اتضح لك أنها كانت حربًا غير عادلة وغير ضرورية، فقد ارتكبت أحد أعظم أخطائك، من حيث أنك لم تحاسب أو تعاقب أولئك الذين شنوا هذه الحرب، ولا حتى الأكثر عنفا من قتلتها، رامسفيلد.

### دعم البيئة
وقد شجب أسامة بن لادن ومساعديه، في أكثر من مناسبة، الولايات المتحدة لإلحاقها الضرر بالبيئة.
لقد دمرت الطبيعة بنفاياتك الصناعية وغازاتك أكثر من أي دولة أخرى في التاريخ. على الرغم من ذلك، فإنك ترفض التوقيع على اتفاقية كيوتو حتى تتمكن من تأمين أرباح الشركات والصناعات الجشعة.
قال أيمن الظواهري، مساعد أسامة بن لادن، إن الاحترار العالمي يعكس مدى وحشية وجشع العالم الصليبي الغربي، وعلى رأسه أمريكا.
كما دعا بن لادن إلى مقاطعة البضائع الأمريكية وتدمير الاقتصاد الأمريكي كوسيلة لمكافحة الاحترار العالمي.

### التقنية
فيما يتعلق بموضوع التكنولوجيا، يقال أن بن لادن لديه مشاعر متناقضة – يهتم بـ "آلات تحريك التربة و‌الهندسة الوراثية للنباتات من ناحية"، لكنه يرفض «الماء المبرد من جهة أخرى.» في أفغانستان، ورد أن تعليم أبنائه تجنب الفنون والتكنولوجيا وبلغ «شيء قليل آخر غير حفظ القرآن طوال اليوم».

## وصلات خارجية
- In The Words of Osama Bin Laden - slideshow by لايف (مجلة)